# USS Bonhomme Richard (LHD-6)
USS Bonhomme Richard (LHD-6) var ett ambibiefartyg i Wasp-klassen som tillhörde USA:s flotta.  Fartyget togs i tjänst 15 augusti 1998 och ströks från flottans register 15 april 2021. Fartyget skadades svårt under en brand vid kaj i San Diego under 2020.

## Branden

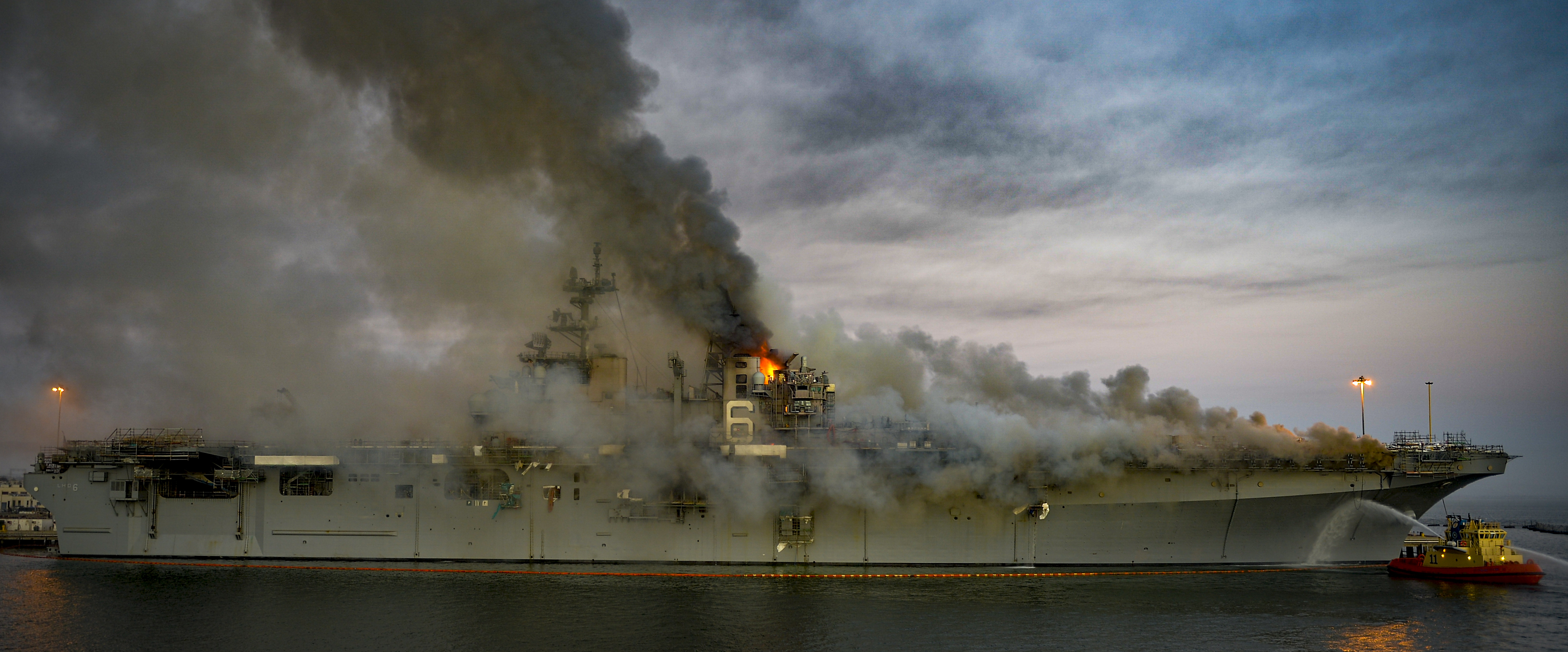
brinnande 12 juli 2020

Den 12 juli 2020 startade det en brand på nedre fordonsdäck under tiden som fartyget genomgick underhåll på Naval Base San Diego. Branden varade i fem dagar och kunde släckas sedan bland annat genom att fartyget vattenbombats med helikoptrar.
30 november 2020 meddelade Amerikanska flottan att det skulle kosta mellan 2,3 och 3,2 miljarder dollar att reparera fartyget och att det skulle ta sju år, därför togs beslutet att ta bort fartyget från aktiv tjänst och istället skrota fartyget. 14 april 2021 hölls en ceremoni i San Diego där fartyget togs ur aktiv tjänst och dagen efter bogserades skrovet från Kalifornien till ett varv i Texas.